# Puigberenguer
El Puigberenguer és un turó de 295 m el qual ofereix una de les millors panoràmiques que es poden gaudir des de Manresa.
Es domina tot el municipi, les ciutats veïnes del nord de la comarca, a més a més del massís del Montseny, Sant Llorenç del Munt, Montserrat, les elevacions prepirinenques del Port del Comte i el Cadí, i fins i tot el Puigmal.
Fou una antiga gravera que es va abandonar per no ser productiva, però que el 1936 Valentí Masachs i Alavedra hi va trobar els fòssils d'uns ullals de mamut. Des de l'any 1982 allotja el CEIP Puigberenguer.